# 魯坦726-8
魯坦726-8是最接近地球的聯星恆星系統，是鯨魚座最靠近的恆星，其中的一顆成員是著名的閃光星 鯨魚座UV（魯坦726-8 B）。.
雖然鯨魚座UV不是被發現的第一顆閃光星，它卻是這類恆星最著名的例子，甚至這類變星有時就稱為"鯨魚座UV變星"。它的光度變化極端劇烈：例如，在1952年，它的亮度僅僅在20秒內就增加了75倍。鯨魚座UV是一顆光譜分類為M6.0的紅矮星。
另一顆伴星是鯨魚座BL（魯坦726-8 A），是光譜分類為M5.5的紅矮星。它也是閃光星，但是它的行為和表現不如鯨魚座UV那樣的極端。
這兩顆恆星有著非常相似的亮度，由地球觀察的視星等分別為15.3和15.8等，互繞的軌道週期為26.5年。兩顆星的距離在2.1到8.8天文單位間變化著，魯坦726-8位於鯨魚座，與太陽系的地球距離大約是2.63秒差距或是8.57光年，是與地球第六接近的恆星系統。與他接近的恆星是天倉五（鯨魚座τ），距離0.88秒差距或是2.87光年。
鯨魚座BL（魯坦726-8 A）在目錄上還有另一個名稱為G 272-061.

## 發現
這個恆星系統是在1948年被威廉·雅各·魯坦在製作高自行恆星目錄時發現的；他注意到它的自行量高達每年3.3弧秒，並編目為魯坦726-8。在它被發現之後，很快就發現有一顆更暗淡的伴星是閃光星，並依據變星命名被賦予鯨魚座UV的名稱。

## 外部連結
- AJ 55 (1949) 15 （页面存档备份，存于） (Luyten discovers the high proper motion of Luyten 726-8)
- AJ 109 (1949) 532–537 （页面存档备份，存于） (in depth article)
- https://web.archive.org/web/20070214005708/http://www.aavso.org/vstar/vsots/fall03.shtml
- http://www.solstation.com/stars/luy726-8.htm （页面存档备份，存于）